# 駒形大塚古墳
駒形大塚古墳（こまがたおおつかこふん）は、栃木県那須郡那珂川町小川にある古墳。形状は前方後方墳。那須小川古墳群を構成する古墳の1つ。国の史跡に指定されている（史跡「那須小川古墳群」のうち）。

## 概要
| 古墳群       | 古墳群    | 古墳群    | 古墳名           | 規模   | 前方部 | 葺石 | 埋葬施設 |
| ------------ | --------- | --------- | ---------------- | ------ | ------ | ---- | -------- |
|              |           |           | 下侍塚古墳       | 84m    | 南     | 有   | 木棺直葬 |
| 上侍塚古墳   | 114m      | 南        | 有               | 粘土槨 |        |      |          |
| 上侍塚北古墳 | 48.5m     | 南        |                  | 不明   |        |      |          |
| 那須 小川    |           |           | 駒形大塚古墳     | 60.5m  | 西     | 無   | 木炭槨   |
| 那須 小川    | 吉田 新宿 | 温泉 神社 | 吉田温泉神社古墳 | 50m    | 南     | 無   | 木炭槨   |
| 那須 小川    | 吉田 新宿 | 八幡塚    | 那須八幡塚古墳   | 60.5m  | 西     | 有   | 木棺直葬 |

栃木県北東部、那珂川右岸の段丘上に築造された古墳である。現在までに前方部の一部が削平されているほか、1974年（昭和49年）に発掘調査が実施されている。
墳形は前方後方形で、前方部を西方向に向ける。墳丘長は60.5メートル（または64メートル）を測る。墳丘外表では葺石が認められないほか、底部穿孔有段口辺壺が出土している。埋葬施設は後方部墳頂における木炭槨で、墳丘下1.5メートルにおいて長さ3.2メートル・幅0.75メートルを測り、同規模の割竹形木棺の埋葬が推定される。副葬品として、木炭槨からは画文帯四獣鏡1・銅鏃5・鉄製品（直刀2・鉄斧1・鉇1）・ガラス小玉数10が、槨上からは土師器（高坏・器台・壺）が検出されている。
築造時期は、古墳時代前期の4世紀初頭頃と推定される。那須地方では最古級の古墳であるとともに、栃木県ひいては東日本における古墳出現期の代表的な古墳として重要視される古墳である。
古墳域は1979年（昭和54年）に国の史跡に指定された。現在は駒形公園内で保存されている。また周辺では古墳数基が分布しており、現存する2基は駒形大塚陪墳二号・三号として那珂川町指定史跡に指定されている。

## 遺跡歴
- 1974年（昭和49年）、発掘調査。副葬品出土[1]。
- 1979年（昭和54年）3月13日、「駒形大塚古墳」として国の史跡に指定[4]。
- 2002年（平成14年）12月19日、既指定の史跡「駒形大塚古墳」に吉田温泉神社古墳群・那須八幡塚古墳群を追加指定して、指定名称を「那須小川古墳群」に変更（史跡「那須小川古墳群」のうち）[4]。

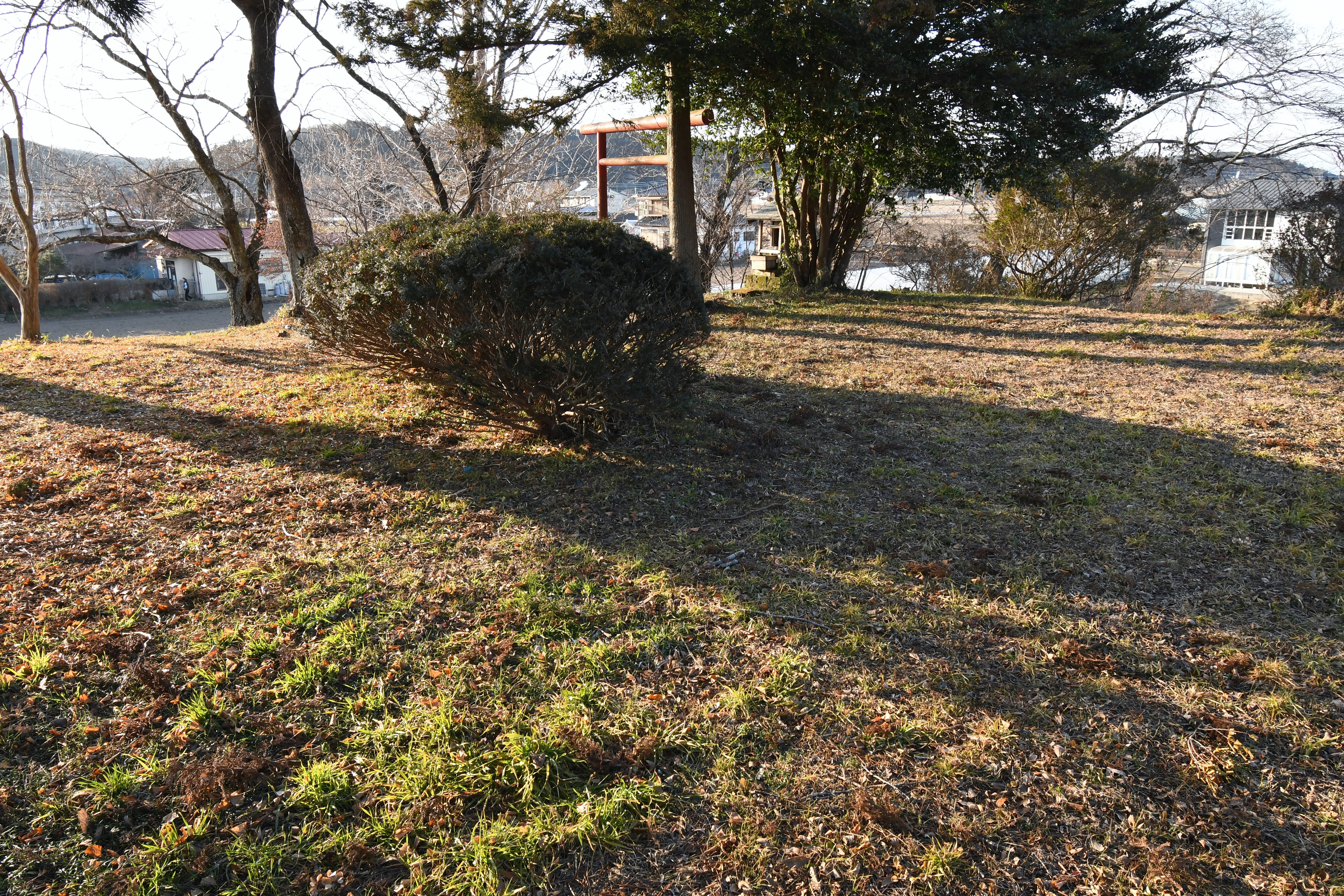
後方部墳頂
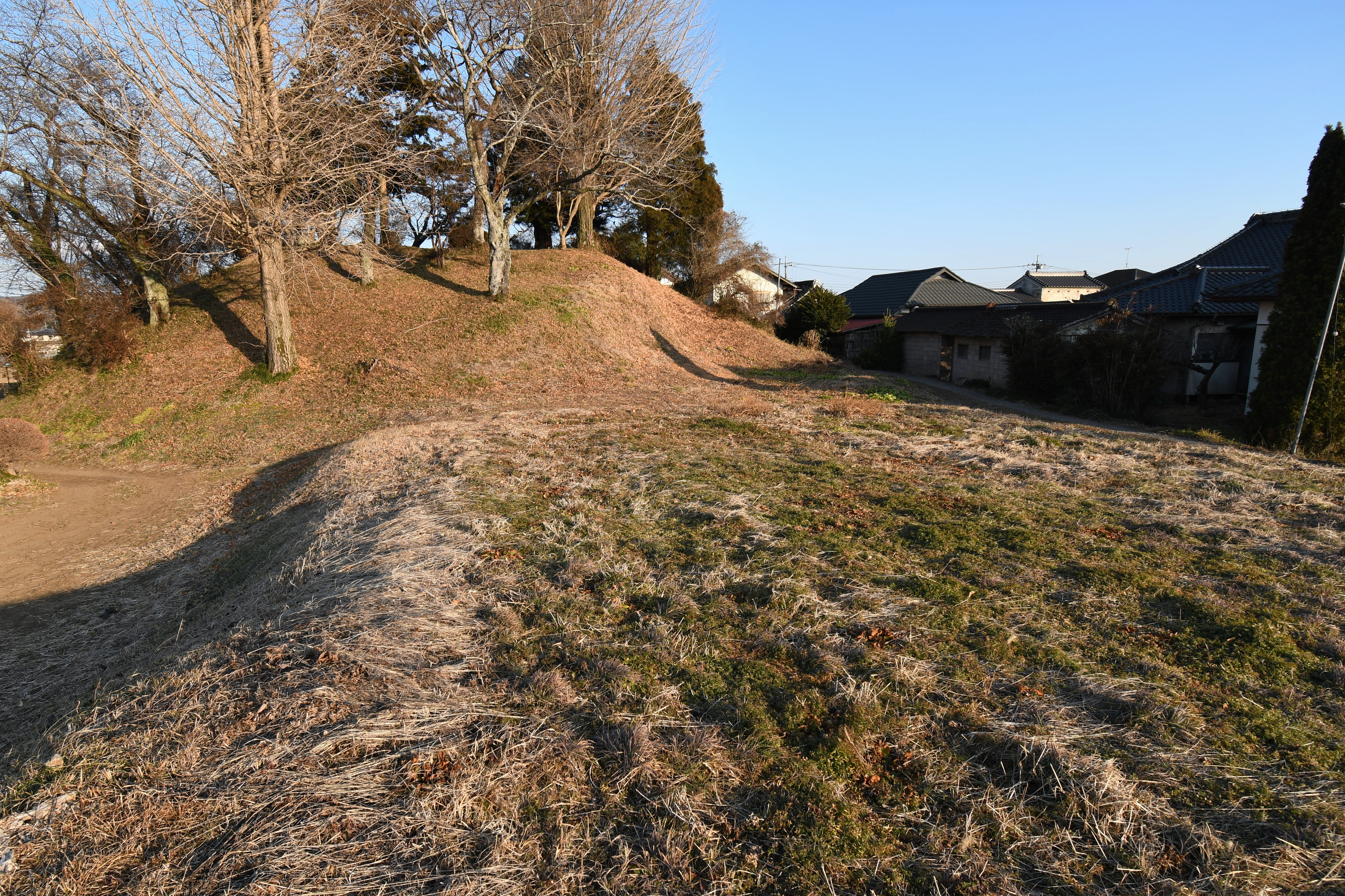
前方部から後方部を望む
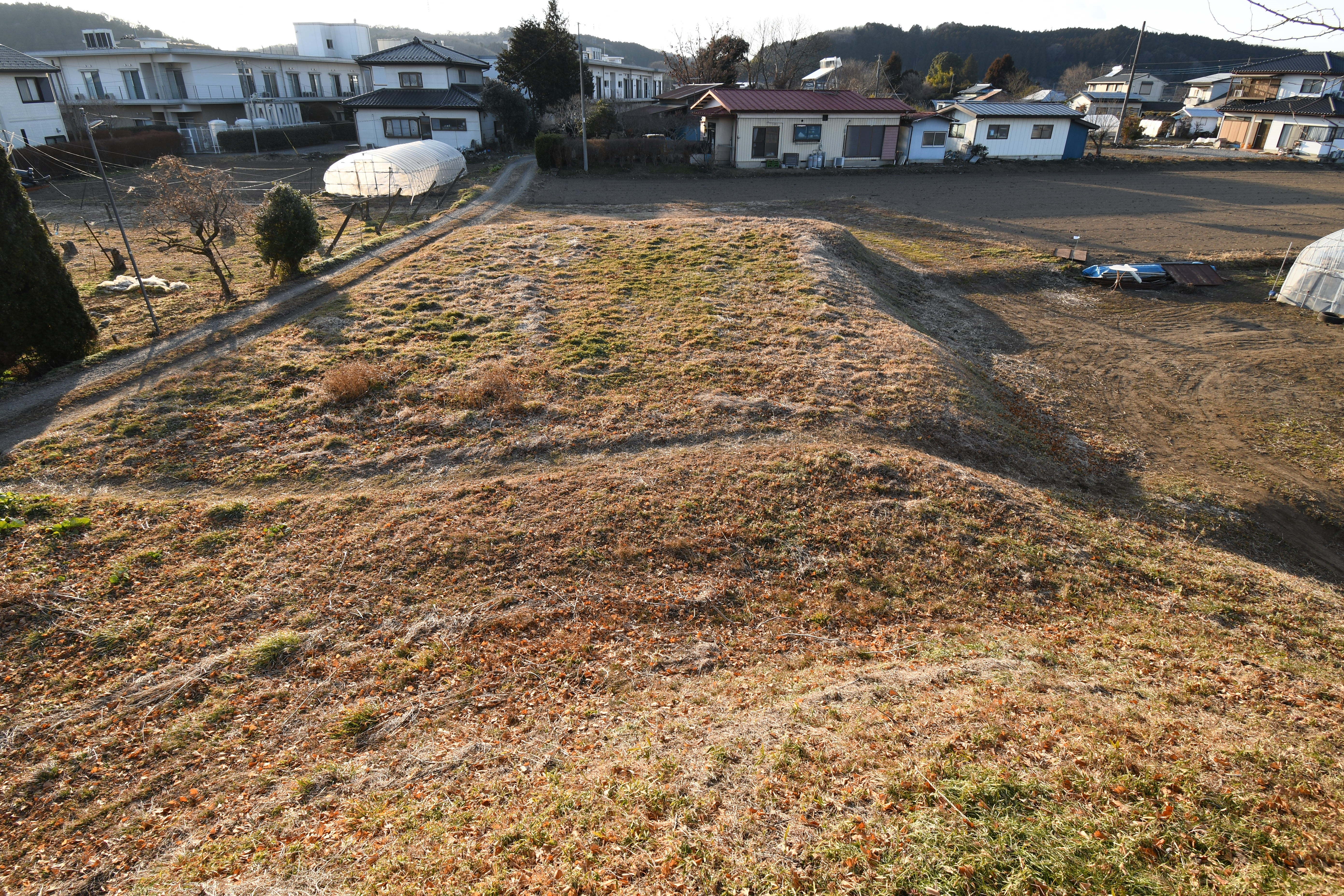
後方部から前方部を望む
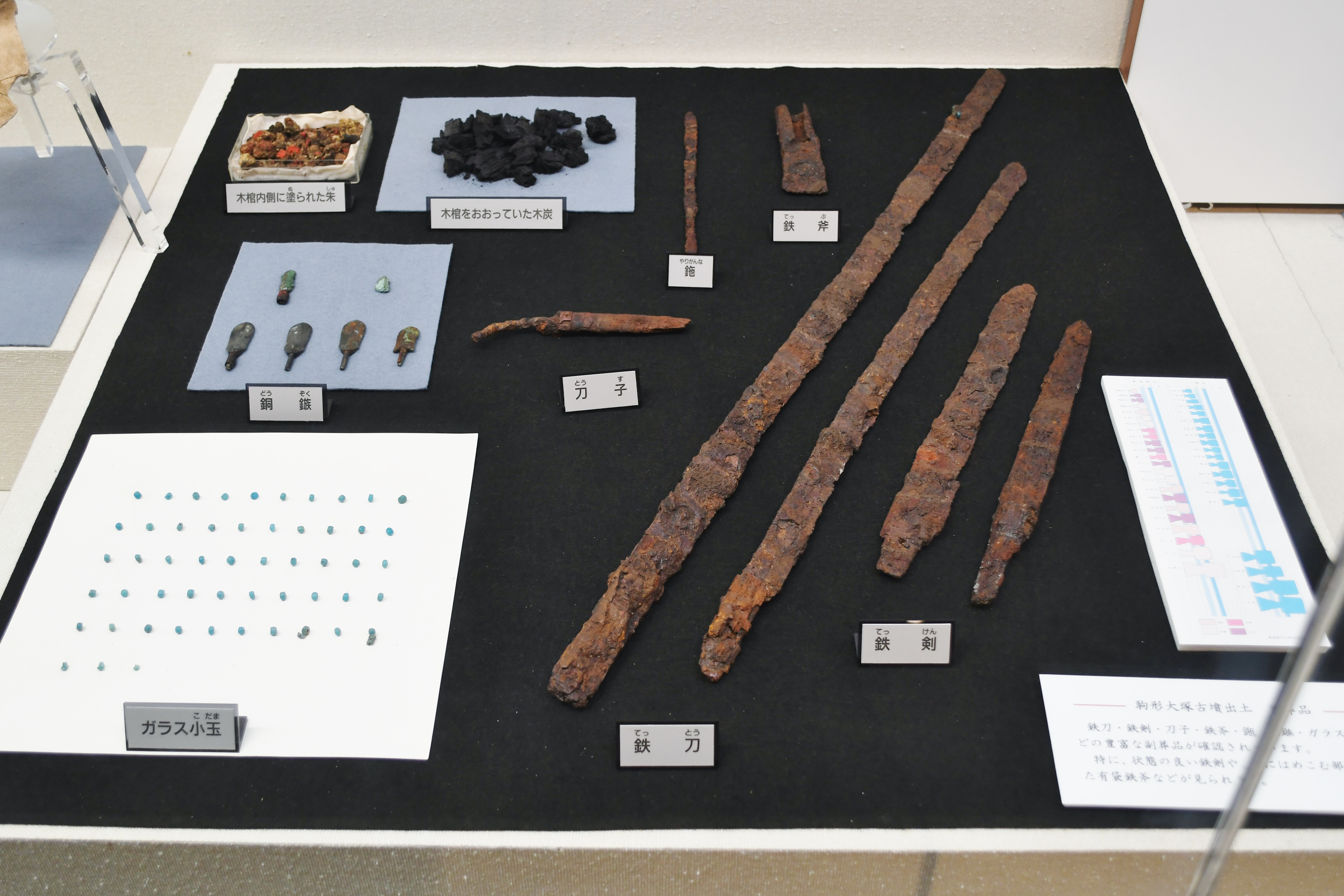
副葬品 那珂川町なす風土記の丘資料館展示。
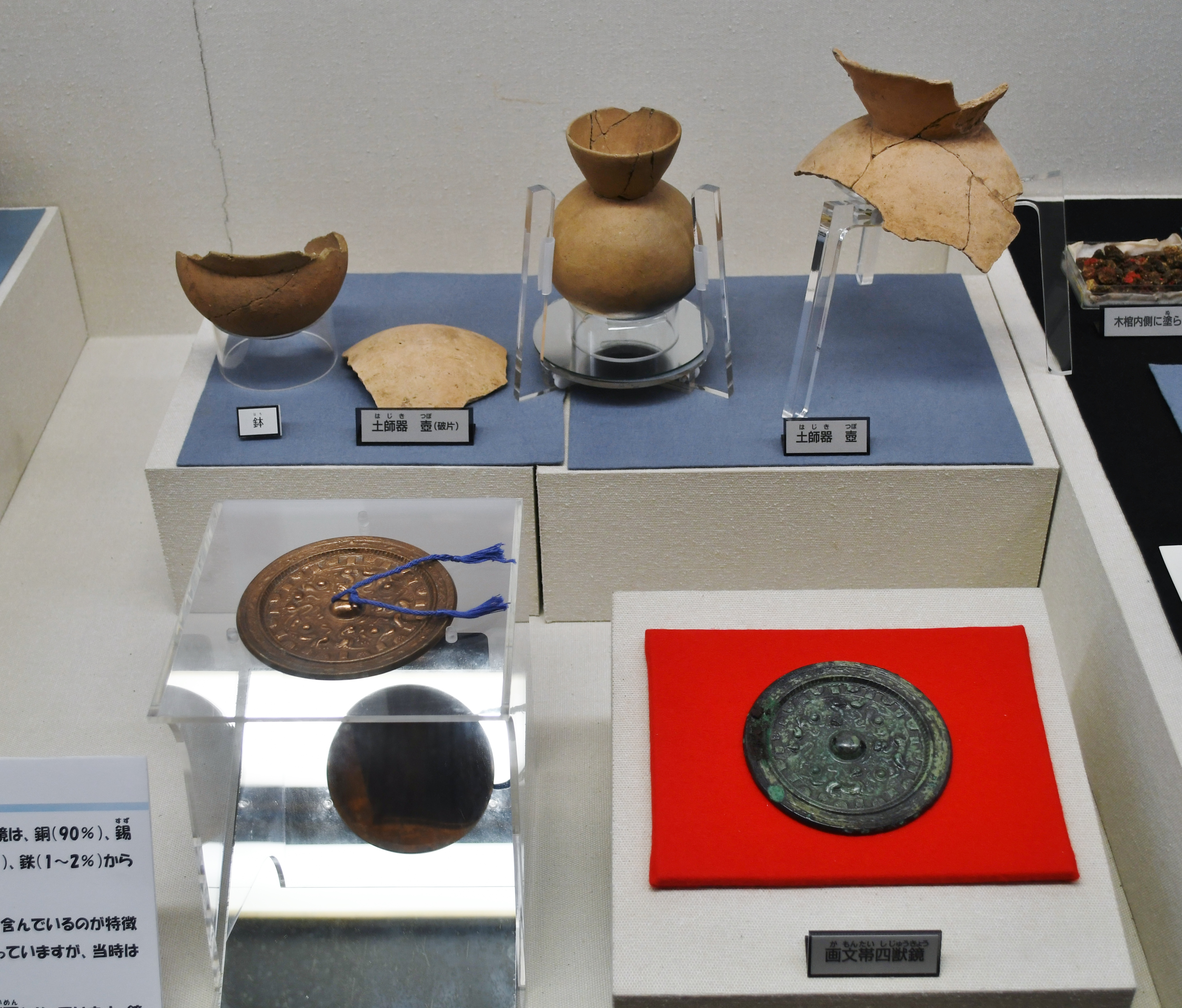
画文帯四獣鏡・土師器 那珂川町なす風土記の丘資料館展示。
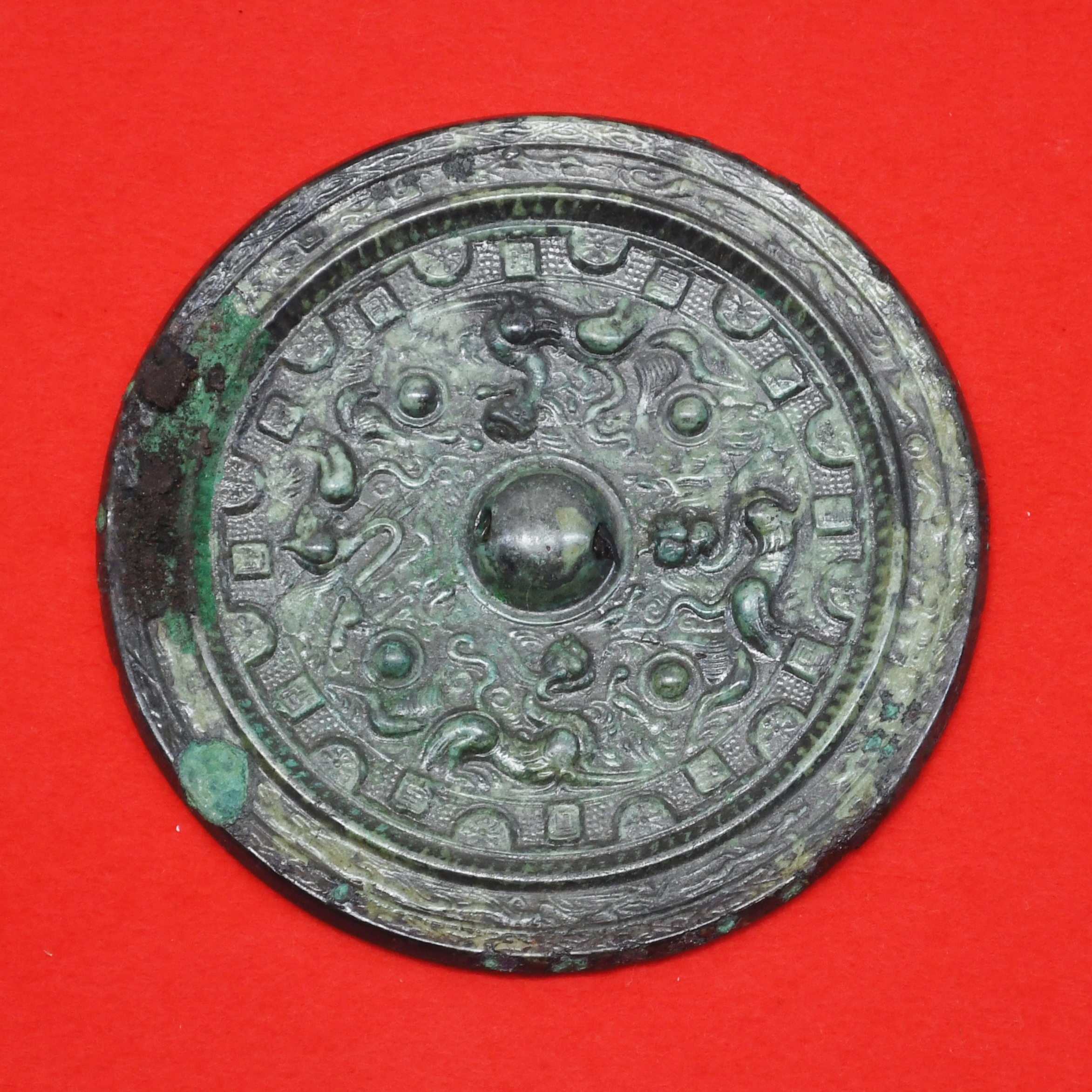
画文帯四獣鏡 那珂川町なす風土記の丘資料館展示。
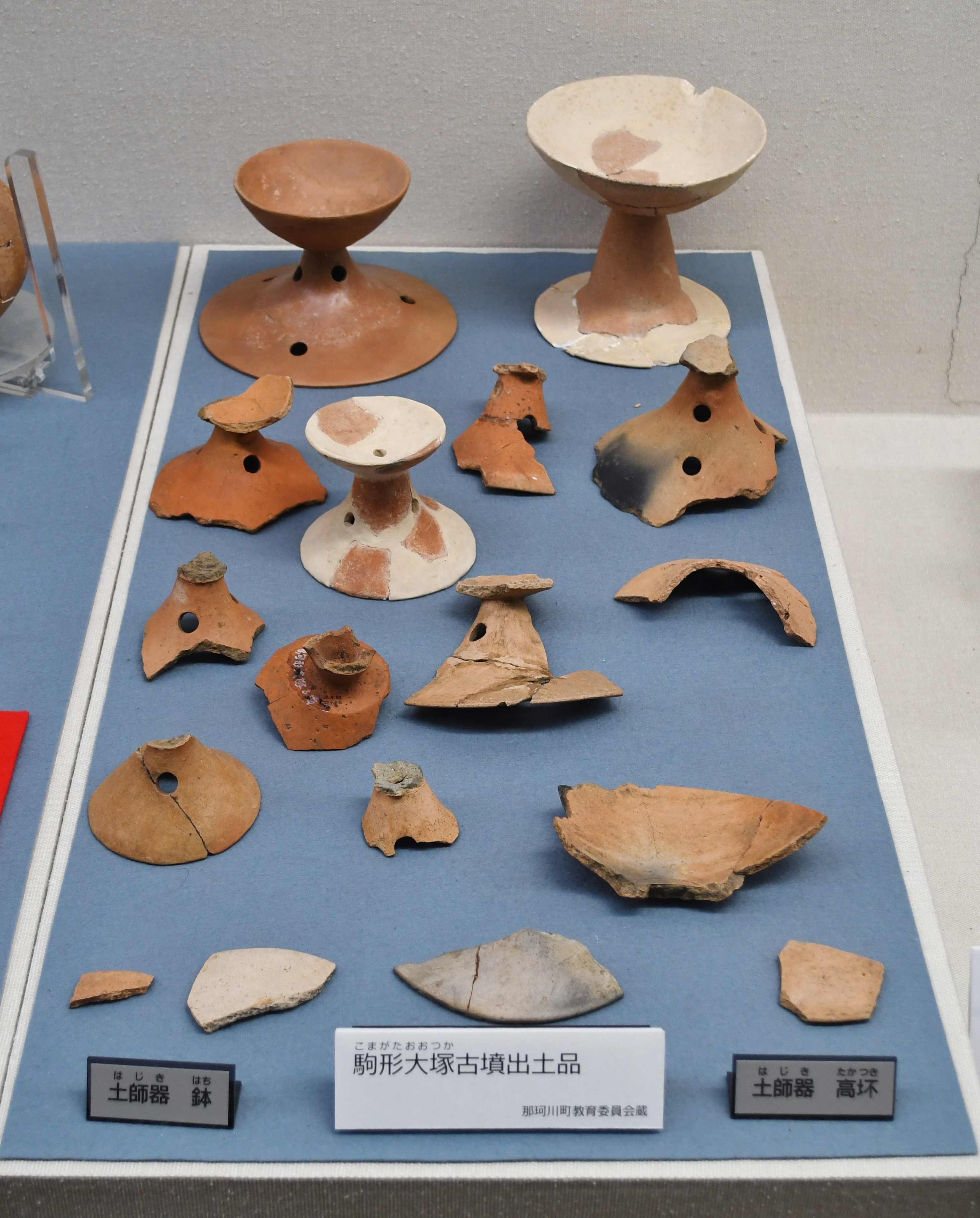
土師器 那珂川町なす風土記の丘資料館展示。

## 文化財

### 国の史跡
- 駒形大塚古墳（史跡「那須小川古墳群」のうち）
1979年（昭和54年）3月13日、「駒形大塚古墳」として国の史跡に指定[4]。
2002年（平成14年）12月19日、既指定の史跡「駒形大塚古墳」に吉田温泉神社古墳群・那須八幡塚古墳群を追加指定して、指定名称を「那須小川古墳群」に変更[4]。

### 那珂川町指定文化財
- 史跡
  - 駒形大塚陪墳二号 - 1972年（昭和47年）9月29日指定[5]。
  - 駒形大塚陪墳三号 - 1972年（昭和47年）9月29日指定[5]。

## 関連施設
- 那珂川町なす風土記の丘資料館（那珂川町小川） - 駒形大塚古墳の出土品等を保管・展示。

## 関連文献
（記事執筆に使用していない関連文献）
- 『那須駒形大塚』小川町教育委員会、1986年。